# ロボット・イン・ザ・ガーデン (劇団四季)
『ロボット・イン・ザ・ガーデン』（英: A Robot in the Garden）は、イギリスの小説家、デボラ・インストールの小説ロボット・イン・ザ・ガーデンを原作とする劇団四季が制作および上演する一般向けのオリジナルミュージカル作品である。ファミリーミュージカル以外の劇団四季オリジナル作品としては、2004年に制作された「ミュージカル南十字星」以来16年ぶりの新制作となった。

## 概要
2019年10月25日に劇団四季より上演決定が発表され、2020年10月3日に予定通りJR東日本アートセンター自由劇場で初演上演が行われた。

## スタッフ
- 企画・製作 : 四季株式会社
- 台本・作詞 : 長田育恵
- 演出: 小山ゆうな
- 作曲 : 河野伸
- 振付 : 松島勇気
- 舞台装置デザイン : 土岐研一
- パペットデザイン・ディレクション : トビー・オリエ
- 照明デザイン : 紫藤正樹
- 衣装・ヘアメイクデザイン:高橋知子
- 音楽監督 : 清水恵介

## キャスト

### メインキャスト
| 役柄         | 俳優名                   | 初出演日       | 初出演地 |
| ------------ | ------------------------ | -------------- | -------- |
| ベン         | 田邊真也                 | 2020年10月3日  | 自由劇場 |
| ベン         | 山下啓太                 | 2022年1月7日   | 自由劇場 |
| タング       | 斎藤洋一郎               | 2020年10月3日  | 自由劇場 |
| タング       | 長野千紘                 | 2020年10月3日  | 自由劇場 |
| タング       | 生形理菜                 | 2020年10月4日  | 自由劇場 |
| タング       | 渡邊寛中                 | 2020年10月4日  | 自由劇場 |
| タング       | 安田楓汰                 | 2021年12月22日 | 自由劇場 |
| タング       | 前田更紗                 | 2022年1月7日   | 自由劇場 |
| タング       | 小原てつを               | 2022年1月7日   | 自由劇場 |
| エイミー     | 鳥原ゆきみ               | 2020年10月3日  | 自由劇場 |
| エイミー     | 岡村美南                 | 2022年1月7日   | 自由劇場 |
| ボリンジャー | 野中万寿夫               | 2020年10月3日  | 自由劇場 |
| ボリンジャー | 佐野正幸                 | 2021年12月29日 | 自由劇場 |
| カトウ       | 萩原隆匡                 | 2020年10月3日  | 自由劇場 |
| カトウ       | 小林唯                   | 2021年12月22日 | 自由劇場 |
| カトウ       | 渡辺吾郎                 | 2021年12月29日 | 自由劇場 |
| リジー       | 相原萌                   | 2020年10月3日  | 自由劇場 |
| リジー       | 山崎遥香                 | 2021年12月29日 | 自由劇場 |
| ブライオニー | 加藤あゆ美               | 2020年10月3日  | 自由劇場 |
| ブライオニー | 町真理子                 | 2021年12月22日 | 自由劇場 |
| ブライオニー | 宮田愛                   | 2021年12月29日 | 自由劇場 |
| コーリー     | カイサー・タティク       | 2020年10月3日  | 自由劇場 |
| コーリー     | 富永雄翔                 | 2022年1月7日   | 自由劇場 |
| デイブ       | 長手慎介                 | 2020年10月3日  | 自由劇場 |
| デイブ       | ツェザリ・モゼレフスキー | 2021年12月29日 | 自由劇場 |
| ロジャー     | 五十嵐春                 | 2020年10月3日  | 自由劇場 |
| ロジャー     | 鈴本務                   | 2021年12月29日 | 自由劇場 |
| ロジャー     | カイサー・タティク       | 2022年1月7日   | 自由劇場 |

※太字はオリジナルキャスト

### その他キャスト
| 役柄                 | 俳優名     | 初出演日       | 初出演地 |
| -------------------- | ---------- | -------------- | -------- |
| バイプレイヤー       | 本城裕二   | 2020年10月3日  | 自由劇場 |
| バイプレイヤー       | 宮下友希   | 2020年10月3日  | 自由劇場 |
| バイプレイヤー       | 菅本烈子   | 2020年10月3日  | 自由劇場 |
| バイプレイヤー       | 照沼大樹   | 2021年12月22日 | 自由劇場 |
| バイプレイヤー       | 熊川剣一   | 2021年12月29日 | 自由劇場 |
| バイプレイヤー       | 秋本みな子 | 2021年12月29日 | 自由劇場 |
| バイプレイヤー       | 原田真理   | 2022年1月7日   | 自由劇場 |
| バイプレイヤー       | 安斎恵太   | 2022年1月14日  | 自由劇場 |
| アンドロイドダンサー | 桒原駿     | 2020年10月3日  | 自由劇場 |
| アンドロイドダンサー | 塚田健人   | 2020年10月3日  | 自由劇場 |
| アンドロイドダンサー | 渡邉寿宏   | 2020年10月3日  | 自由劇場 |
| アンドロイドダンサー | 武田恵実   | 2020年10月3日  | 自由劇場 |
| アンドロイドダンサー | 佐田遥香   | 2020年10月3日  | 自由劇場 |
| アンドロイドダンサー | 軽部智子   | 2020年10月3日  | 自由劇場 |
| アンドロイドダンサー | 古森麻由   | 2021年12月22日 | 自由劇場 |
| アンドロイドダンサー | 帶津翔太   | 2021年12月29日 | 自由劇場 |
| アンドロイドダンサー | 河上知輝   | 2021年12月29日 | 自由劇場 |
| アンドロイドダンサー | 日高彬文   | 2021年12月29日 | 自由劇場 |
| アンドロイドダンサー | 山田祐里子 | 2021年12月29日 | 自由劇場 |
| アンドロイドダンサー | 竹内華     | 2021年12月29日 | 自由劇場 |
| アンドロイドダンサー | 川口侑花   | 2021年12月29日 | 自由劇場 |

※太字はオリジナルキャスト

## 上演記録
| 上演初日       | 上演最終日     | 上演地             | 備考      |
| -------------- | -------------- | ------------------ | --------- |
| 2020年10月3日  | 2020年11月29日 | 自由劇場           | 東京初演  |
| 2021年1月17日  | 2021年3月21日  | 自由劇場           | 東京2回目 |
| 2021年4月29日  | 2021年5月16日  | キャナルシティ劇場 | 福岡初演  |
| 2021年12月22日 | 2022年1月23日  | 自由劇場           | 東京3回目 |
| 2022年2月23日  | 2022年4月16日  | 京都劇場           | 京都初演  |
| 2022年5月14日  | 2022年10月28日 | 全国公演           |           |

## ミュージカルナンバー

### 第1幕
- 今日も明日も
- ベンの朝
- ふたりのことば
- 仕事をくれよ！
- サンフランシスコAM4:00
- ラブ・ダイバー
- ロボット・イン・ザ・ガーデン
- Free Free
- 夢見るマシン
- 砂の街のカイル
- 地平線を目指して

### 第2幕
- TOKYO ELECTRIC TOWN
- 絆を信じて
- Gift
- 地上の星雲
- ラストリゾート
- 至高の砦
- ロボット・イン・ザ・ガーデン(リプライズ)
- ロボット・イン・ザ・ガーデン（フィナーレ）